# Fronty Armii Czerwonej

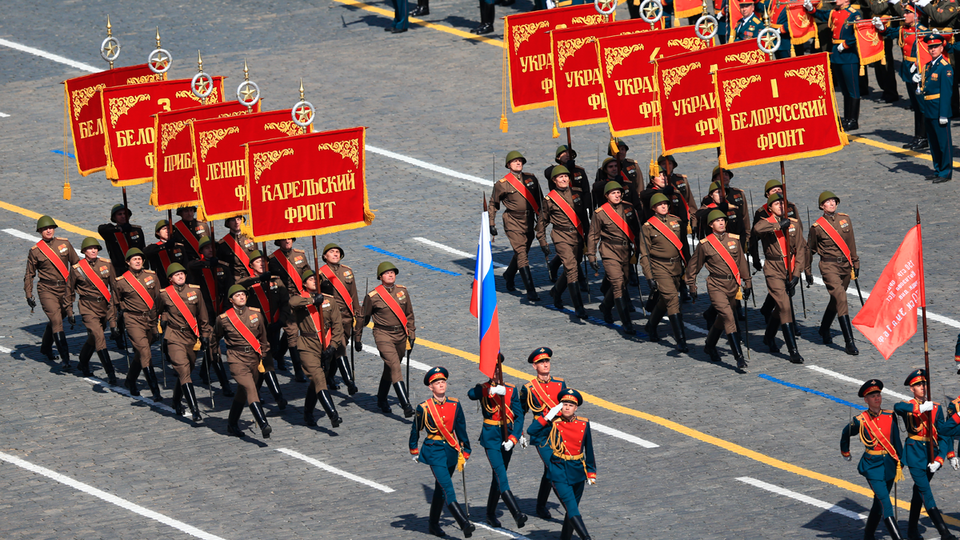
Sztandary frontów Armii czerwonej na Placu Czerwonym w Moskwie podczas parady z okazji 70 rocznicy zwycięstwa 9 maja 2015

Fronty Armii Czerwonej – wykaz wielkich zgrupowań Armii Czerwonej.
Zgodnie z definicją front to wyższy związek operacyjno-strategiczny o zmiennej strukturze organizacyjnej składający się z dowództwa, kilku (dwóch lub więcej) armii (ogólnowojskowych, pancernych, lotniczych itp.) oraz związków taktycznych i oddziałów rodzajów wojsk i służb niezbędnych do zapewnienia dowodzenia oraz operacyjnego, tyłowego, materiałowego i technicznego zabezpieczenia działań całości jego sił, jak również wsparcia jego związków operacyjnych, tworzony na początku działań wojennych. Może być wzmacniany związkami operacyjnymi i taktycznymi lub siłami z rezerw naczelnego dowództwa. Front przeznaczony jest do wykonywania zadań operacyjno-strategicznych na teatrze działań wojennych, samodzielnym kierunku strategicznym lub jednym-dwóch ważnych kierunkach operacyjnych. Zadania te front wykonuje samodzielnie lub we współdziałaniu z innymi frontami lub w składzie grupy frontów. Na kierunkach nadmorskich może współdziałać z siłami morskimi.
Po napaści Niemiec na ZSRR zostało rozwiniętych 5 frontów, w grudniu 1941 było ich 8, w końcu 1942 – 12, a w 1943 – 13. Zmiany te związane były z rozszerzeniem teatru działań wojennych i koniecznością rozdzielenia grup wojsk celem łatwiejszego zarządzania nimi.
Od drugiej połowy 1943 liczba frontów zmniejszała się i na koniec II wojny światowej ich liczba wyniosła 8 (Leningradzki, 1, 2 i 3 Białoruski, 1, 2, 3 i 4 Ukraiński). Było to związane ze znacznym skróceniem linii frontu i zdobyciem przez dowództwa doświadczenia w kierowaniu znacznie liczniejszymi niż niegdyś zgrupowaniami wojsk.
Front nie posiadał ustabilizowanego stanu wchodzących w jego skład oddziałów – w przeciwieństwie do dowództwa. Na początku działań wojennych składało się z dowództw okręgów wojskowych, w późniejszym czasie było tworzone na bazie dowództw rozformowywanych oddziałów, dowództw polowych armii ogólnowojskowych lub zupełnie od podstaw. Wojska podporządkowane danemu frontowi w zależności od sytuacji na teatrze działań wojennych mogły być zabierane i przekazywane innemu frontowi lub przenoszone do rezerwy.
W tablicy przedstawiono wszystkie dowództwa frontów, które istniały od napaści Niemiec na ZSRR do końca II wojny światowej, bez uwzględnienia Frontów Obrony Przeciwlotniczej.

## Tablica
| Tytuł                    | Podano |
| ------------------------ | --- |
| Baza formowania          | Podano ugrupowanie wojska, na bazie dowództwa którego przeprowadzono formowanie dowództwa frontu. Jeśli baza formowania nie jest pokazana, dowództwo frontu zostało sformowane od początku.                                                                                                  |
| Data sformowania         | Podawana jest dokładna data sformowania dowództwa frontu. Przekazanie/objęcie dowództwa frontu mogło być przeprowadzone zarówno w czasie formowania, jak i w czasie późniejszym. Formowanie frontu następowało zwykle w kilka dni po wydaniu dyrektyw wyższego dowództwa o formowaniu armii. |
| Operacje obronne         | Podano operacje obronne, w których front brał udział (także częściowo). |
| Operacje zaczepne        | Podano operacje zaczepne, w których front brał udział (także częściowo). |
| Dalsze losy              | Patrz objaśnienia symboli graficznych |
| Data zakończenia działań | Podano datę zakończenia działań dowództwa frontu o podanej nazwie; należy mieć na uwadze, iż data zakończenia/przerwania działań bojowych i data zakończenia działań (dowództwa) mogą się różnić (dowództwo frontu mogło działać także bez wojsk).                                           |
| Następca                 | Podano formację sformowaną na bazie dowództwa frontu po przerwaniu jego działania pod podaną nazwą. |
| Dowódcy frontu           | Podano dowódców frontu w kolejności chronologicznej. |

### Symbole graficzne w tablicy
- Symbolem  oznaczono dowództwa frontów, które były w składzie sił zbrojnych w momencie zakończenia II wojny światowej (wojny z Japonią); dla nich pokazano również następcę (jeśli występował).
- Symbolem  oznaczono przemianowanie dowództwa frontów, które w toku przedsięwzięć organizacyjno-sztabowych otrzymały inną nazwę, zachowując swój skład osobowy.
- Symbolem  oznaczono dowództwa frontów, których skład osobowy został w większości użyty do formowania dowództwa innego frontu (okręgu lub innej formacji).
- Symbolem  oznaczono dowództwa frontów, które rozformowano w toku przedsięwzięć organizacyjnych; nierzadko na bazie rozformowanego dowództwa frontu formowano nowe dowództwo.

## Dowództwa frontów

### Front Armii Rezerwowych
| Baza formowania                                             | Data sformowania        | Szlak bojowy (operacje) | Szlak bojowy (operacje) | Dalsze losy             | Data zakończenia działań | Następca                     | Dowódcy frontu          |                         |
| Baza formowania                                             | Data sformowania        | Obronne                 | Zaczepne                | Dalsze losy             | Data zakończenia działań | Następca                     | Dowódcy frontu          |                         |
| Front Armii Rezerwowych                                     | Front Armii Rezerwowych | Front Armii Rezerwowych | Front Armii Rezerwowych | Front Armii Rezerwowych | Front Armii Rezerwowych  | Front Armii Rezerwowych      | Front Armii Rezerwowych | Front Armii Rezerwowych |
| ----------------------------------------------------------- | ----------------------- | ----------------------- | ----------------------- | ----------------------- | ------------------------ | ---------------------------- | ----------------------- | ----------------------- |
| Grupa Armii Rezerwy Stawki Najwyższego Naczelnego Dowództwa | 14 lipca 1941           | nie uczestniczył        | nie uczestniczył        |                         | 25 lipca 1941            | Front Rezerwowy 1 formowania | Iwan Bogdanow           |                         |

### Front Białoruski
| Baza formowania                            | Data sformowania                       | Szlak bojowy (operacje)                | Szlak bojowy (operacje)                        | Dalsze losy                            | Data zakończenia działań               | Następca                                   | Dowódcy frontu                         |                                        |
| Baza formowania                            | Data sformowania                       | Obronne                                | Zaczepne                                       | Dalsze losy                            | Data zakończenia działań               | Następca                                   | Dowódcy frontu                         |                                        |
| Front Białoruski pierwszego formowania     | Front Białoruski pierwszego formowania | Front Białoruski pierwszego formowania | Front Białoruski pierwszego formowania         | Front Białoruski pierwszego formowania | Front Białoruski pierwszego formowania | Front Białoruski pierwszego formowania     | Front Białoruski pierwszego formowania | Front Białoruski pierwszego formowania |
| ------------------------------------------ | -------------------------------------- | -------------------------------------- | ---------------------------------------------- | -------------------------------------- | -------------------------------------- | ------------------------------------------ | -------------------------------------- | -------------------------------------- |
| Front Centralny (drugiego formowania)      | 24 lutego 1943                         | nie uczestniczył                       | homelsko-rzeczycka → kalinkowiczowsko-mozyrska |                                        | 20 października 1943                   | 1 Front Białoruski (pierwszego formowania) | Konstanty Rokossowski                  |                                        |
| Front Białoruski drugiego formowania       |                                        |                                        |                                                |                                        |                                        |                                            |                                        |                                        |
| 1 Front Białoruski (pierwszego formowania) | 5 kwietnia 1944                        | nie uczestniczył                       | nie uczestniczył                               |                                        | 16 kwietnia 1944                       | 1 Front Białoruski (drugiego formowania)   | Konstanty Rokossowski                  |                                        |

### 1 Front Białoruski
| Baza formowania                          | Data sformowania                         | Szlak bojowy (operacje)                  | Szlak bojowy (operacje) | Dalsze losy                              | Data zakończenia działań                 | Następca                                         | Dowódcy frontu                           |                                          |
| Baza formowania                          | Data sformowania                         | Obronne                                  | Zaczepne | Dalsze losy                              | Data zakończenia działań                 | Następca                                         | Dowódcy frontu                           |                                          |
| 1 Front Białoruski pierwszego formowania | 1 Front Białoruski pierwszego formowania | 1 Front Białoruski pierwszego formowania | 1 Front Białoruski pierwszego formowania | 1 Front Białoruski pierwszego formowania | 1 Front Białoruski pierwszego formowania | 1 Front Białoruski pierwszego formowania         | 1 Front Białoruski pierwszego formowania | 1 Front Białoruski pierwszego formowania |
| ---------------------------------------- | ---------------------------------------- | ---------------------------------------- | --- | ---------------------------------------- | ---------------------------------------- | ------------------------------------------------ | ---------------------------------------- | ---------------------------------------- |
| Front Białoruski pierwszego formowania   | 24 lutego 1944                           | nie uczestniczył                         | rogaczewsko-żłobińska |                                          | 5 kwietnia 1944                          | Front Białoruski drugiego formowania             | Konstanty Rokossowski                    |                                          |
| 1 Front Białoruski drugiego formowania   |                                          |                                          | |                                          |                                          |                                                  |                                          |                                          |
| Front Białoruski drugiego formowania     | 16 kwietnia 1944                         | nie uczestniczył                         | bobrujska → mińska → brzesko-lubelska → serocka → warszawsko-poznańska → działania bojowe w celu utrzymania i poszerzenia przyczółka na Odrze → arnswalde-kolberska → altdamska → zeelowsko-berlińska |                                          | 10 czerwca 1945                          | Grupa Radzieckich Wojsk Okupacyjnych w Niemczech | Konstanty Rokossowski Gieorgij Żukow     |                                          |

### 2 Front Białoruski
| Baza formowania                          | Data sformowania                         | Szlak bojowy (operacje)                  | Szlak bojowy (operacje)                                                                                                  | Dalsze losy                              | Data zakończenia działań                 | Następca | Dowódcy frontu                                       |                                          |
| Baza formowania                          | Data sformowania                         | Obronne                                  | Zaczepne | Dalsze losy                              | Data zakończenia działań                 | Następca | Dowódcy frontu                                       |                                          |
| 2 Front Białoruski pierwszego formowania | 2 Front Białoruski pierwszego formowania | 2 Front Białoruski pierwszego formowania | 2 Front Białoruski pierwszego formowania                                                                                 | 2 Front Białoruski pierwszego formowania | 2 Front Białoruski pierwszego formowania | 2 Front Białoruski pierwszego formowania | 2 Front Białoruski pierwszego formowania             | 2 Front Białoruski pierwszego formowania |
| ---------------------------------------- | ---------------------------------------- | ---------------------------------------- | --- | ---------------------------------------- | ---------------------------------------- | --- | ---------------------------------------------------- | ---------------------------------------- |
| Front Północno-Zachodni                  | 24 lutego 1944                           | nie uczestniczył                         | poleska |                                          | 5 kwietnia 1944                          | Nie było – wojska zostały przekazane w skład 1 Frontu Białoruskiego, а dowództwo skierowano do rezerwy Stawki Najwyższego Naczelnego Dowództwa | Pawieł Kuroczkin                                     |                                          |
| 2 Front Białoruski drugiego formowania   |                                          |                                          | |                                          |                                          | |                                                      |                                          |
| 10 Armia (3 formowania)                  | 16 kwietnia 1944                         | nie uczestniczył                         | mogilowska → białostocka → łomżyńsko-różańska → mławsko-elbińska → chojnicko-kieźlińska → gdańska → szczecińsko-rostocka |                                          | 10 czerwca 1945                          | Północna Grupa Wojsk | Iwan Pietrow Gieorgij Zacharow Konstanty Rokossowski |                                          |

### 3 Front Białoruski
| Baza formowania    | Data sformowania   | Szlak bojowy (operacje) | Szlak bojowy (operacje) | Dalsze losy        | Data zakończenia działań | Następca                   | Dowódcy frontu                                          |                    |
| Baza formowania    | Data sformowania   | Obronne                 | Zaczepne | Dalsze losy        | Data zakończenia działań | Następca                   | Dowódcy frontu                                          |                    |
| 3 Front Białoruski | 3 Front Białoruski | 3 Front Białoruski      | 3 Front Białoruski | 3 Front Białoruski | 3 Front Białoruski       | 3 Front Białoruski         | 3 Front Białoruski                                      | 3 Front Białoruski |
| ------------------ | ------------------ | ----------------------- | --- | ------------------ | ------------------------ | -------------------------- | ------------------------------------------------------- | ------------------ |
| Front Zachodni     | 24 kwietnia 1944   | nie uczestniczył        | witebsko-orszańska → wileńska → gumbinnen-gołdapska → insterbursko-königsbergska → rastenbursko-heilsberska → braunsberska → königsbergska → ziemlańska |                    | 15 sierpnia 1945         | Baranowicki Okręg Wojskowy | Iwan Czerniachowski Aleksandr Wasilewski Iwan Bagramian |                    |

### Front Briański
| Baza formowania                                             | Data sformowania                     | Szlak bojowy (operacje)                           | Szlak bojowy (operacje)                      | Dalsze losy                          | Data zakończenia działań             | Następca                                                    | Dowódcy frontu                                                                         |                                      |
| Baza formowania                                             | Data sformowania                     | Obronne                                           | Zaczepne                                     | Dalsze losy                          | Data zakończenia działań             | Następca                                                    | Dowódcy frontu                                                                         |                                      |
| Front Briański pierwszego formowania                        | Front Briański pierwszego formowania | Front Briański pierwszego formowania              | Front Briański pierwszego formowania         | Front Briański pierwszego formowania | Front Briański pierwszego formowania | Front Briański pierwszego formowania                        | Front Briański pierwszego formowania                                                   | Front Briański pierwszego formowania |
| ----------------------------------------------------------- | ------------------------------------ | ------------------------------------------------- | -------------------------------------------- | ------------------------------------ | ------------------------------------ | ----------------------------------------------------------- | -------------------------------------------------------------------------------------- | ------------------------------------ |
| 20 Korpus Strzelecki 25 korpus Zmechanizowany               | 16 sierpnia 1941                     | homelsko-trubczewska → orłowsko-briańska → tulska | nie uczestniczył                             |                                      | 10 listopada 1941                    | Grupa operacyjna pod dowództwem gen. por. Fiodora Kostienki | Andriej Jeriomienko Michaił Pietrow Gieorgij Zacharow                                  |                                      |
| Front Briański drugiego formowania                          |                                      |                                                   |                                              |                                      |                                      |                                                             |                                                                                        |                                      |
| Grupa operacyjna pod dowództwem gen. por. Fiodora Kostienki | 24 grudnia 1941                      | kastornieńska → charkowska                        | woronesko-kastornieńska → mało-archangielska |                                      | 12 marca 1943                        | Front Rezerwowy drugiego formowania                         | Jakow Czeriewiczenko Filipp Golikow Nikandr Czibisow Konstanty Rokossowski Maks Reiter |                                      |
| Front Briański 3 formowania                                 |                                      |                                                   |                                              |                                      |                                      |                                                             |                                                                                        |                                      |
| Front Orłowski                                              | 28 marca 1943                        | nie uczestniczył                                  | bołchowsko-orłowska → briańska               |                                      | 10 października 1943                 | Front Nadbałtycki                                           | Maks Reiter Markian Popow                                                              |                                      |

### Front Centralny
| Baza formowania                       | Data sformowania                      | Szlak bojowy (operacje)                       | Szlak bojowy (operacje)                                                           | Dalsze losy                           | Data zakończenia działań              | Następca                              | Dowódcy frontu                        |                                       |
| Baza formowania                       | Data sformowania                      | Obronne                                       | Zaczepne                                                                          | Dalsze losy                           | Data zakończenia działań              | Następca                              | Dowódcy frontu                        |                                       |
| Front Centralny pierwszego formowania | Front Centralny pierwszego formowania | Front Centralny pierwszego formowania         | Front Centralny pierwszego formowania                                             | Front Centralny pierwszego formowania | Front Centralny pierwszego formowania | Front Centralny pierwszego formowania | Front Centralny pierwszego formowania | Front Centralny pierwszego formowania |
| ------------------------------------- | ------------------------------------- | --------------------------------------------- | --------------------------------------------------------------------------------- | ------------------------------------- | ------------------------------------- | ------------------------------------- | ------------------------------------- | ------------------------------------- |
| 4 Armia                               | 24 lipca 1941                         | kijowsko-przyłucka → homelsko-trubczewska     | rogaczowsko-żłobińska → rosławsko-nowozybkowska                                   |                                       | 25 sierpnia 1941                      | Front Briański 1 formowania           | Fiodor Kuzniecow Michaił Jefriemow    |                                       |
| Front Centralny drugiego formowania   |                                       |                                               |                                                                                   |                                       |                                       |                                       |                                       |                                       |
| Front Doński                          | 15 lutego 1943                        | operacja obronna на kierunku orłowsko-kurskim | działania bojowe na kierunku sewskim → kromsko-orłowska → czernichowsko-pripiacka |                                       | 20 października 1943                  | Front Białoruski 1 formowania         | Konstanty Rokossowski                 |                                       |

### 1 Front Dalekowschodni
| Baza formowania        | Data sformowania       | Szlak bojowy (operacje) | Szlak bojowy (operacje) | Dalsze losy            | Data zakończenia działań | Następca               | Dowódcy frontu         |                        |
| Baza formowania        | Data sformowania       | Obronne                 | Zaczepne                | Dalsze losy            | Data zakończenia działań | Następca               | Dowódcy frontu         |                        |
| 1 Front Dalekowschodni | 1 Front Dalekowschodni | 1 Front Dalekowschodni  | 1 Front Dalekowschodni  | 1 Front Dalekowschodni | 1 Front Dalekowschodni   | 1 Front Dalekowschodni | 1 Front Dalekowschodni | 1 Front Dalekowschodni |
| ---------------------- | ---------------------- | ----------------------- | ----------------------- | ---------------------- | ------------------------ | ---------------------- | ---------------------- | ---------------------- |
| Nadmorska Grupa Wojsk  | 5 sierpnia 1945        | nie uczestniczył        | harbińsko-girińska      |                        | 1 października 1945      | Nie było               | Kiriłł Mierieckow      |                        |

### 2 Front Dalekowschodni
| Baza formowania        | Data sformowania       | Szlak bojowy (operacje) | Szlak bojowy (operacje)                                   | Dalsze losy            | Data zakończenia działań | Następca               | Dowódcy frontu         |                        |
| Baza formowania        | Data sformowania       | Obronne                 | Zaczepne                                                  | Dalsze losy            | Data zakończenia działań | Następca               | Dowódcy frontu         |                        |
| 2 Front Dalekowschodni | 2 Front Dalekowschodni | 2 Front Dalekowschodni  | 2 Front Dalekowschodni                                    | 2 Front Dalekowschodni | 2 Front Dalekowschodni   | 2 Front Dalekowschodni | 2 Front Dalekowschodni | 2 Front Dalekowschodni |
| ---------------------- | ---------------------- | ----------------------- | --------------------------------------------------------- | ---------------------- | ------------------------ | ---------------------- | ---------------------- | ---------------------- |
| Front Dalekowschodni   | 5 sierpnia 1945        | nie uczestniczył        | sungaryjska → południowo-sachalińska → kurylska desantowa |                        | 1 października 1945      | Nie było               | Maksim Purkajew        |                        |

### Front Doński
| Baza formowania     | Data sformowania | Szlak bojowy (operacje)                                            | Szlak bojowy (operacje)            | Dalsze losy  | Data zakończenia działań | Następca        | Dowódcy frontu        |              |
| Baza formowania     | Data sformowania | Obronne                                                            | Zaczepne                           | Dalsze losy  | Data zakończenia działań | Następca        | Dowódcy frontu        |              |
| Front Doński        | Front Doński     | Front Doński                                                       | Front Doński                       | Front Doński | Front Doński             | Front Doński    | Front Doński          | Front Doński |
| ------------------- | ---------------- | ------------------------------------------------------------------ | ---------------------------------- | ------------ | ------------------------ | --------------- | --------------------- | ------------ |
| Front Stalingradzki | 30 września 1942 | starcie obronne na bliskich podejściach do Stalingradu i w mieście | Operacja «Uran» → Operacja «Kolco» |              | 15 lutego 1943           | Front Centralny | Konstanty Rokossowski |              |

### Front Kaukaski
| Baza formowania                        | Data sformowania | Szlak bojowy (operacje) | Szlak bojowy (operacje)        | Dalsze losy    | Data zakończenia działań | Następca                                | Dowódcy frontu |                |
| Baza formowania                        | Data sformowania | Obronne                 | Zaczepne                       | Dalsze losy    | Data zakończenia działań | Następca                                | Dowódcy frontu |                |
| Front Kaukaski                         | Front Kaukaski   | Front Kaukaski          | Front Kaukaski                 | Front Kaukaski | Front Kaukaski           | Front Kaukaski                          | Front Kaukaski | Front Kaukaski |
| -------------------------------------- | ---------------- | ----------------------- | ------------------------------ | -------------- | ------------------------ | --------------------------------------- | -------------- | -------------- |
| Front Zakaukaski pierwszego formowania | 30 grudnia 1941  | nie uczestniczył        | kerczeńsko-fieodoska desantowa |                | 28 stycznia 1942         | Front Krymski Zakaukaski Okręg Wojskowy | Dmitrij Kozłow |                |

### Front Kaliniński
| Baza formowania  | Data sformowania     | Szlak bojowy (operacje)               | Szlak bojowy (operacje) | Dalsze losy      | Data zakończenia działań | Następca            | Dowódcy frontu                                  |                  |
| Baza formowania  | Data sformowania     | Obronne                               | Zaczepne | Dalsze losy      | Data zakończenia działań | Następca            | Dowódcy frontu                                  |                  |
| Front Kaliniński | Front Kaliniński     | Front Kaliniński                      | Front Kaliniński | Front Kaliniński | Front Kaliniński         | Front Kaliniński    | Front Kaliniński                                | Front Kaliniński |
| ---------------- | -------------------- | ------------------------------------- | --- | ---------------- | ------------------------ | ------------------- | ----------------------------------------------- | ---------------- |
| Front Zachodni   | 19 października 1941 | kalinińska, obronna w rejonie Białego | kalinińska → syczewsko-wiaźmińska → toropiecko-chołmska → rżewska → rżewsko-syczewska → wielikołukska → rżewsko-syczewska → duchowszczyńsko-diemidowska |                  | 20 października 1943     | 1 Front Nadbałtycki | Iwan Koniew Maksim Purkajew Andriej Jeriomienko |                  |

### Front Karelski
| Baza formowania | Data sformowania     | Szlak bojowy (operacje)           | Szlak bojowy (operacje)                     | Dalsze losy    | Data zakończenia działań | Następca       | Dowódcy frontu                    |                |
| Baza formowania | Data sformowania     | Obronne                           | Zaczepne                                    | Dalsze losy    | Data zakończenia działań | Następca       | Dowódcy frontu                    |                |
| Front Karelski  | Front Karelski       | Front Karelski                    | Front Karelski                              | Front Karelski | Front Karelski           | Front Karelski | Front Karelski                    | Front Karelski |
| --------------- | -------------------- | --------------------------------- | ------------------------------------------- | -------------- | ------------------------ | -------------- | --------------------------------- | -------------- |
| Front Północny  | 19 października 1941 | operacja na Zapolariu i w Karelii | swirsko-pietrozawodzka → petsamo-kirkeneska |                | 15 listopada 1944        | Nie było       | Walerian Frołow Kiriłł Mierieckow |                |

### Front Krymski
| Baza formowania | Data sformowania | Szlak bojowy (operacje)                   | Szlak bojowy (operacje) | Dalsze losy   | Data zakończenia działań | Następca      | Dowódcy frontu |               |
| Baza formowania | Data sformowania | Obronne                                   | Zaczepne                | Dalsze losy   | Data zakończenia działań | Następca      | Dowódcy frontu |               |
| Front Krymski   | Front Krymski    | Front Krymski                             | Front Krymski           | Front Krymski | Front Krymski            | Front Krymski | Front Krymski  | Front Krymski |
| --------------- | ---------------- | ----------------------------------------- | ----------------------- | ------------- | ------------------------ | ------------- | -------------- | ------------- |
| Front Kaukaski  | 28 stycznia 1942 | działania bojowe na Półwyspie Kerczeńskim | nie uczestniczył        |               | 19 maja 1942             | Nie było      | Dmitrij Kozłow |               |

### Front Kurski
| Baza formowania                       | Data sformowania | Szlak bojowy (operacje) | Szlak bojowy (operacje) | Dalsze losy  | Data zakończenia działań | Następca       | Dowódcy frontu |              |
| Baza formowania                       | Data sformowania | Obronne                 | Zaczepne                | Dalsze losy  | Data zakończenia działań | Następca       | Dowódcy frontu |              |
| Front Kurski                          | Front Kurski     | Front Kurski            | Front Kurski            | Front Kurski | Front Kurski             | Front Kurski   | Front Kurski   | Front Kurski |
| ------------------------------------- | ---------------- | ----------------------- | ----------------------- | ------------ | ------------------------ | -------------- | -------------- | ------------ |
| Front Rezerwowy (drugiego formowania) | 23 marca 1943    | nie uczestniczył        | nie uczestniczył        |              | 27 marca 1943            | Front Orłowski | Maks Reiter    |              |

### Front Leningradzki
| Baza formowania    | Data sformowania   | Szlak bojowy (operacje)   | Szlak bojowy (operacje) | Dalsze losy        | Data zakończenia działań | Następca                    | Dowódcy frontu                                                                                   |                    |
| Baza formowania    | Data sformowania   | Obronne                   | Zaczepne | Dalsze losy        | Data zakończenia działań | Następca                    | Dowódcy frontu                                                                                   |                    |
| Front Leningradzki | Front Leningradzki | Front Leningradzki        | Front Leningradzki | Front Leningradzki | Front Leningradzki       | Front Leningradzki          | Front Leningradzki                                                                               | Front Leningradzki |
| ------------------ | ------------------ | ------------------------- | --- | ------------------ | ------------------------ | --------------------------- | ------------------------------------------------------------------------------------------------ | ------------------ |
| Front Północny     | 27 sierpnia 1941   | leningradzka → tichwińska | siniawińska → tichwińska → lubańska → siniawińska → Operacja «Iskraа» → mgińska → leningradzko-nowgorodzka → pskowska → wyborska → narwska → tallińska → moonsunska desantowa → kurlandzka |                    | 24 lipca 1945            | Leningradzki Okręg Wojskowy | Markian Popow Klimient Woroszyłow Gieorgij Żukow Iwan Fiediuninski Michaił Chozin Leonid Goworow |                    |

### Moskiewska Strefa Obrony
| Baza formowania               | Data sformowania         | Szlak bojowy (operacje)  | Szlak bojowy (operacje)  | Dalsze losy              | Data zakończenia działań | Następca                 | Dowódcy frontu           |                          |
| Baza formowania               | Data sformowania         | Obronne                  | Zaczepne                 | Dalsze losy              | Data zakończenia działań | Następca                 | Dowódcy frontu           |                          |
| Moskiewska Strefa Obrony      | Moskiewska Strefa Obrony | Moskiewska Strefa Obrony | Moskiewska Strefa Obrony | Moskiewska Strefa Obrony | Moskiewska Strefa Obrony | Moskiewska Strefa Obrony | Moskiewska Strefa Obrony | Moskiewska Strefa Obrony |
| ----------------------------- | ------------------------ | ------------------------ | ------------------------ | ------------------------ | ------------------------ | ------------------------ | ------------------------ | ------------------------ |
| dowództwo wojsk obrony Moskwy | 2 grudnia 1941           | nie uczestniczyłа        | nie uczestniczyłа        |                          | 15 października 1943     | Nie było                 | Pawieł Artiemjew         |                          |

### Moskiewski Front Rezerwowy
| Baza formowania               | Data sformowania           | Szlak bojowy (operacje)    | Szlak bojowy (operacje)    | Dalsze losy                | Data zakończenia działań   | Następca                   | Dowódcy frontu             |                            |
| Baza formowania               | Data sformowania           | Obronne                    | Zaczepne                   | Dalsze losy                | Data zakończenia działań   | Następca                   | Dowódcy frontu             |                            |
| Moskiewski Front Rezerwowy    | Moskiewski Front Rezerwowy | Moskiewski Front Rezerwowy | Moskiewski Front Rezerwowy | Moskiewski Front Rezerwowy | Moskiewski Front Rezerwowy | Moskiewski Front Rezerwowy | Moskiewski Front Rezerwowy | Moskiewski Front Rezerwowy |
| ----------------------------- | -------------------------- | -------------------------- | -------------------------- | -------------------------- | -------------------------- | -------------------------- | -------------------------- | -------------------------- |
| Front Możajskiej Linii Obrony | 9 października 1941        | nie uczestniczył           | nie uczestniczył           |                            | 12 października 1941       | Front Zachodni             | Pawieł Artiemjew           |                            |

### Front Możajskiej Linii Obrony
| Baza formowania               | Data sformowania              | Szlak bojowy (operacje)       | Szlak bojowy (operacje)       | Dalsze losy                   | Data zakończenia działań      | Następca                      | Dowódcy frontu                |                               |
| Baza formowania               | Data sformowania              | Obronne                       | Zaczepne                      | Dalsze losy                   | Data zakończenia działań      | Następca                      | Dowódcy frontu                |                               |
| Front Możajskiej Linii Obrony | Front Możajskiej Linii Obrony | Front Możajskiej Linii Obrony | Front Możajskiej Linii Obrony | Front Możajskiej Linii Obrony | Front Możajskiej Linii Obrony | Front Możajskiej Linii Obrony | Front Możajskiej Linii Obrony | Front Możajskiej Linii Obrony |
| ----------------------------- | ----------------------------- | ----------------------------- | ----------------------------- | ----------------------------- | ----------------------------- | ----------------------------- | ----------------------------- | ----------------------------- |
| Nie było                      | 18 lipca 1941                 | nie uczestniczył              | nie uczestniczył              |                               | 30 lipca 1941                 | Front Rezerwowy 1 formowania  | Pawieł Artiemjew              |                               |

### Front Nadbałtycki
| Baza formowania     | Data sformowania     | Szlak bojowy (operacje) | Szlak bojowy (operacje) | Dalsze losy       | Data zakończenia działań | Następca            | Dowódcy frontu    |                   |
| Baza formowania     | Data sformowania     | Obronne                 | Zaczepne                | Dalsze losy       | Data zakończenia działań | Następca            | Dowódcy frontu    |                   |
| Front Nadbałtycki   | Front Nadbałtycki    | Front Nadbałtycki       | Front Nadbałtycki       | Front Nadbałtycki | Front Nadbałtycki        | Front Nadbałtycki   | Front Nadbałtycki | Front Nadbałtycki |
| ------------------- | -------------------- | ----------------------- | ----------------------- | ----------------- | ------------------------ | ------------------- | ----------------- | ----------------- |
| Front Briański (3ф) | 10 października 1943 | nie uczestniczył        | nie uczestniczył        |                   | 20 października 1943     | 2 Front Nadbałtycki | Markian Popow     |                   |

### 1 Front Nadbałtycki
| Baza formowania     | Data sformowania     | Szlak bojowy (operacje) | Szlak bojowy (operacje) | Dalsze losy         | Data zakończenia działań | Następca            | Dowódcy frontu                     |                     |
| Baza formowania     | Data sformowania     | Obronne                 | Zaczepne | Dalsze losy         | Data zakończenia działań | Następca            | Dowódcy frontu                     |                     |
| 1 Front Nadbałtycki | 1 Front Nadbałtycki  | 1 Front Nadbałtycki     | 1 Front Nadbałtycki | 1 Front Nadbałtycki | 1 Front Nadbałtycki      | 1 Front Nadbałtycki | 1 Front Nadbałtycki                | 1 Front Nadbałtycki |
| ------------------- | -------------------- | ----------------------- | --- | ------------------- | ------------------------ | ------------------- | ---------------------------------- | ------------------- |
| Front Kaliniński    | 20 października 1943 | nie uczestniczył        | niewielsko-gorodoska → witebska → witebsko-orszańska → połocka → sziaulajska → ryska → insterbursko-kenigsberska → ziemlańska |                     | 21 lutego 1945           | Nie było            | Andriej Jeriomienko Iwan Bagramian |                     |

### 2 Front Nadbałtycki
| Baza formowania     | Data sformowania     | Szlak bojowy (operacje) | Szlak bojowy (operacje) | Dalsze losy         | Data zakończenia działań | Następca            | Dowódcy frontu                                   |                     |
| Baza formowania     | Data sformowania     | Obronne                 | Zaczepne | Dalsze losy         | Data zakończenia działań | Następca            | Dowódcy frontu                                   |                     |
| 2 Front Nadbałtycki | 2 Front Nadbałtycki  | 2 Front Nadbałtycki     | 2 Front Nadbałtycki | 2 Front Nadbałtycki | 2 Front Nadbałtycki      | 2 Front Nadbałtycki | 2 Front Nadbałtycki                              | 2 Front Nadbałtycki |
| ------------------- | -------------------- | ----------------------- | --- | ------------------- | ------------------------ | ------------------- | ------------------------------------------------ | ------------------- |
| Front Nadbałtycki   | 20 października 1943 | nie uczestniczył        | Nękanie przeciwnika na kierunku nowosokolnickim → starorusko-noworżewska → reżycko-dwińska → madońska → ryska → kurlandzka |                     | 1 kwietnia 1945          | Nie było            | Markian Popow Andriej Jeriomienko Leonid Goworow |                     |

### 3 Front Nadbałtycki
| Baza formowania     | Data sformowania    | Szlak bojowy (operacje) | Szlak bojowy (operacje)               | Dalsze losy         | Data zakończenia działań | Następca            | Dowódcy frontu      |                     |
| Baza formowania     | Data sformowania    | Obronne                 | Zaczepne                              | Dalsze losy         | Data zakończenia działań | Następca            | Dowódcy frontu      |                     |
| 3 Front Nadbałtycki | 3 Front Nadbałtycki | 3 Front Nadbałtycki     | 3 Front Nadbałtycki                   | 3 Front Nadbałtycki | 3 Front Nadbałtycki      | 3 Front Nadbałtycki | 3 Front Nadbałtycki | 3 Front Nadbałtycki |
| ------------------- | ------------------- | ----------------------- | ------------------------------------- | ------------------- | ------------------------ | ------------------- | ------------------- | ------------------- |
| Front Leningradzki  | 21 kwietnia 1944    | nie uczestniczył        | pskowsko-ostrowska → tartuska → ryska |                     | 16 października 1944     | Nie było            | Iwan Maslennikow    |                     |

### Front Orłowski
| Baza formowania | Data sformowania | Szlak bojowy (operacje) | Szlak bojowy (operacje) | Dalsze losy    | Data zakończenia działań | Następca                      | Dowódcy frontu |                |
| Baza formowania | Data sformowania | Obronne                 | Zaczepne                | Dalsze losy    | Data zakończenia działań | Następca                      | Dowódcy frontu |                |
| Front Orłowski  | Front Orłowski   | Front Orłowski          | Front Orłowski          | Front Orłowski | Front Orłowski           | Front Orłowski                | Front Orłowski | Front Orłowski |
| --------------- | ---------------- | ----------------------- | ----------------------- | -------------- | ------------------------ | ----------------------------- | -------------- | -------------- |
| Front Kurski    | 27 marca 1943    | nie uczestniczył        | nie uczestniczył        |                | 28 marca 1943            | Front Briański (3 formowania) | Maks Reiter    |                |

### Front Południowo-Wschodni
| Baza formowania                  | Data sformowania          | Szlak bojowy (operacje)   | Szlak bojowy (operacje)   | Dalsze losy               | Data zakończenia działań  | Następca                                | Dowódcy frontu            |                           |
| Baza formowania                  | Data sformowania          | Obronne                   | Zaczepne                  | Dalsze losy               | Data zakończenia działań  | Następca                                | Dowódcy frontu            |                           |
| Front Południowo-Wschodni        | Front Południowo-Wschodni | Front Południowo-Wschodni | Front Południowo-Wschodni | Front Południowo-Wschodni | Front Południowo-Wschodni | Front Południowo-Wschodni               | Front Południowo-Wschodni | Front Południowo-Wschodni |
| -------------------------------- | ------------------------- | ------------------------- | ------------------------- | ------------------------- | ------------------------- | --------------------------------------- | ------------------------- | ------------------------- |
| Front Stalingradzki 1 formowania | 7 sierpnia 1942           | stalingradzka             | nie uczestniczył          |                           | 30 września 1942          | Front Stalingradzki drugiego formowania | Andriej Jeriomienko       |                           |

### Front Południowo-Zachodni
| Baza formowania                                 | Data sformowania                                | Szlak bojowy (operacje) | Szlak bojowy (operacje)                                                                                    | Dalsze losy                                     | Data zakończenia działań                        | Następca                                        | Dowódcy frontu                                       |                                                 |
| Baza formowania                                 | Data sformowania                                | Obronne | Zaczepne                                                                                                   | Dalsze losy                                     | Data zakończenia działań                        | Następca                                        | Dowódcy frontu                                       |                                                 |
| Front Południowo-Zachodni pierwszego formowania | Front Południowo-Zachodni pierwszego formowania | Front Południowo-Zachodni pierwszego formowania                                                                                   | Front Południowo-Zachodni pierwszego formowania                                                            | Front Południowo-Zachodni pierwszego formowania | Front Południowo-Zachodni pierwszego formowania | Front Południowo-Zachodni pierwszego formowania | Front Południowo-Zachodni pierwszego formowania      | Front Południowo-Zachodni pierwszego formowania |
| ----------------------------------------------- | ----------------------------------------------- | --- | --- | ----------------------------------------------- | ----------------------------------------------- | ----------------------------------------------- | ---------------------------------------------------- | ----------------------------------------------- |
| Kijowski Specjalny Okręg Wojskowy               | 22 czerwca 1941                                 | starcie pograniczne na Ukrainie → lwowsko-łucka → kijowska (bitwa o Kijów) → sumsko-charkowska → donbaska → wałujsko-rossoszańska | jelecka → kursko-obojańska → barwienkowsko-łozowska → starcie charkowskie                                  |                                                 | 12 lipca 1942                                   | Front Południowy Front Stalingradzki            | Michaił Kirponos Siemion Timoszenko Fiodor Kostienko |                                                 |
| Front Południowo-Zachodni drugiego formowania   |                                                 | | |                                                 |                                                 |                                                 |                                                      |                                                 |
| Nie było                                        | 25 października 1942                            | charkowska | millerowo-woroszyłowgradzka → charkowska → izjumsko-barwienkowska → barwienkowsko-pawłogradzka → zaporoska |                                                 | 20 października 1943                            | 3 Front Ukraiński                               | Nikołaj Watutin Rodion Malinowski                    |                                                 |

### Front Południowy
| Baza formowania                        | Data sformowania                       | Szlak bojowy (operacje) | Szlak bojowy (operacje)                                                | Dalsze losy                            | Data zakończenia działań               | Następca                               | Dowódcy frontu                                                          |                                        |
| Baza formowania                        | Data sformowania                       | Obronne | Zaczepne                                                               | Dalsze losy                            | Data zakończenia działań               | Następca                               | Dowódcy frontu                                                          |                                        |
| Front Południowy pierwszego formowania | Front Południowy pierwszego formowania | Front Południowy pierwszego formowania | Front Południowy pierwszego formowania                                 | Front Południowy pierwszego formowania | Front Południowy pierwszego formowania | Front Południowy pierwszego formowania | Front Południowy pierwszego formowania                                  | Front Południowy pierwszego formowania |
| -------------------------------------- | -------------------------------------- | --- | ---------------------------------------------------------------------- | -------------------------------------- | -------------------------------------- | -------------------------------------- | ----------------------------------------------------------------------- | -------------------------------------- |
| Nie było                               | 25 czerwca 1941                        | stanisławsko-proskurowska → operacja w Mołdawii → tyraspolsko-melitopolska → Obrona Odessy → rostowska → woroszyłowgradzko-szachtyńska → tichoriecko-stawropolska | rostowska → barwieńkowsko-łozowska → starcie charkowskie               |                                        | 12 lipca 1942                          | Front Północno-Kaukaski                | Iwan Tiuleniew Dmitrij Riabyszew Jakow Czeriewiczenko Rodion Malinowski |                                        |
| Front Południowy drugiego formowania   |                                        | |                                                                        |                                        |                                        |                                        |                                                                         |                                        |
| Front Stalingradzki                    | 1 stycznia 1943                        | charkowska → kijowska → sumsko-charkowska → donbaska → wałujsko-rossoszańska                                                                                      | salska → rostowska → na rzece Mius → miusko-mariupolska → melitopolska |                                        | 20 października 1943                   | 4 Front Ukraiński                      | Andriej Jeriomienko Rodion Malinowski Fiodor Tołbuchin                  |                                        |

### Front Północno-Kaukaski
| Baza formowania                                        | Data sformowania                              | Szlak bojowy (operacje)                       | Szlak bojowy (operacje)                                                                     | Dalsze losy                                   | Data zakończenia działań                      | Następca                                      | Dowódcy frontu                                |                                               |
| Baza formowania                                        | Data sformowania                              | Obronne                                       | Zaczepne                                                                                    | Dalsze losy                                   | Data zakończenia działań                      | Następca                                      | Dowódcy frontu                                |                                               |
| Front Północno-Kaukaski pierwszego formowania          | Front Północno-Kaukaski pierwszego formowania | Front Północno-Kaukaski pierwszego formowania | Front Północno-Kaukaski pierwszego formowania                                               | Front Północno-Kaukaski pierwszego formowania | Front Północno-Kaukaski pierwszego formowania | Front Północno-Kaukaski pierwszego formowania | Front Północno-Kaukaski pierwszego formowania | Front Północno-Kaukaski pierwszego formowania |
| ------------------------------------------------------ | --------------------------------------------- | --------------------------------------------- | ------------------------------------------------------------------------------------------- | --------------------------------------------- | --------------------------------------------- | --------------------------------------------- | --------------------------------------------- | --------------------------------------------- |
| Front Krymski Front Południowy (pierwszego formowania) | 20 maja 1942                                  | północno-kaukaska                             | nie uczestniczył                                                                            |                                               | 4 września 1942                               | Czarnomorska Grupa Wojsk                      | Siemion Budionny                              |                                               |
| Front Północno-Kaukaski drugiego formowania            |                                               |                                               |                                                                                             |                                               |                                               |                                               |                                               |                                               |
| Północna Grupa Wojsk                                   | 24 stycznia 1943                              | nie uczestniczył                              | północno-kaukaska → krasnodarska → noworosyjsko-tamańska → desantowa kerczeńsko-teodozyjska |                                               | 20 listopada 1943                             | Armia Nadmorska                               | Iwan Maslennikow Iwan Pietrow                 |                                               |

### Front Północno-Zachodni
| Baza formowania                      | Data sformowania        | Szlak bojowy (operacje)                 | Szlak bojowy (operacje)                                                             | Dalsze losy             | Data zakończenia działań | Następca                | Dowódcy frontu                                                                     |                         |
| Baza formowania                      | Data sformowania        | Obronne                                 | Zaczepne                                                                            | Dalsze losy             | Data zakończenia działań | Następca                | Dowódcy frontu                                                                     |                         |
| Front Północno-Zachodni              | Front Północno-Zachodni | Front Północno-Zachodni                 | Front Północno-Zachodni                                                             | Front Północno-Zachodni | Front Północno-Zachodni  | Front Północno-Zachodni | Front Północno-Zachodni                                                            | Front Północno-Zachodni |
| ------------------------------------ | ----------------------- | --------------------------------------- | ----------------------------------------------------------------------------------- | ----------------------- | ------------------------ | ----------------------- | ---------------------------------------------------------------------------------- | ----------------------- |
| Nadbałtycki Specjalny Okręg Wojskowy | 22 czerwca 1941         | Nadbałtycka → leningradzka → diemiańska | tichwińska → diemiańska → toropiecko-chołmska → diemiańska → w rejonie Starej Russy |                         | 20 listopada 1943        | Nie było                | Fiodor Kuzniecow Piotr Sobiennikow Pawieł Kuroczkin Siemion Timoszenko Iwan Koniew |                         |

### Front Północny
| Baza formowania             | Data sformowania | Szlak bojowy (operacje)                 | Szlak bojowy (operacje) | Dalsze losy    | Data zakończenia działań | Następca                          | Dowódcy frontu |                |
| Baza formowania             | Data sformowania | Obronne                                 | Zaczepne                | Dalsze losy    | Data zakończenia działań | Następca                          | Dowódcy frontu |                |
| Front Północny              | Front Północny   | Front Północny                          | Front Północny          | Front Północny | Front Północny           | Front Północny                    | Front Północny | Front Północny |
| --------------------------- | ---------------- | --------------------------------------- | ----------------------- | -------------- | ------------------------ | --------------------------------- | -------------- | -------------- |
| Leningradzki Okręg Wojskowy | 24 czerwca 1941  | na Zapolariu i w Karelii → leningradzka | nie uczestniczył        |                | 26 sierpnia 1941         | Front Leningradzki Front Karelski | Markian Popow  |                |

### Front Rezerwowy
| Baza formowania                       | Data sformowania                      | Szlak bojowy (operacje)               | Szlak bojowy (operacje)               | Dalsze losy                           | Data zakończenia działań              | Następca                              | Dowódcy frontu                        |                                       |
| Baza formowania                       | Data sformowania                      | Obronne                               | Zaczepne                              | Dalsze losy                           | Data zakończenia działań              | Następca                              | Dowódcy frontu                        |                                       |
| Front Rezerwowy pierwszego formowania | Front Rezerwowy pierwszego formowania | Front Rezerwowy pierwszego formowania | Front Rezerwowy pierwszego formowania | Front Rezerwowy pierwszego formowania | Front Rezerwowy pierwszego formowania | Front Rezerwowy pierwszego formowania | Front Rezerwowy pierwszego formowania | Front Rezerwowy pierwszego formowania |
| ------------------------------------- | ------------------------------------- | ------------------------------------- | ------------------------------------- | ------------------------------------- | ------------------------------------- | ------------------------------------- | ------------------------------------- | ------------------------------------- |
| Nie było                              | 30 lipca 1941                         | wiaźmińska                            | jelnińska                             |                                       | 10 października 1941                  | Front Zachodni                        | Gieorgij Żukow Siemion Budionny       |                                       |
| Front Rezerwowy drugiego formowania   |                                       |                                       |                                       |                                       |                                       |                                       |                                       |                                       |
| Front Briański drugiego formowania    | 12 marca 1943                         | nie uczestniczył                      | nie uczestniczył                      |                                       | 23 marca 1943                         | Front Kurski                          | Maks Reiter                           |                                       |

### Front Stalingradzki
| Baza formowania                           | Data sformowania                          | Szlak bojowy (operacje)                   | Szlak bojowy (operacje)                   | Dalsze losy                               | Data zakończenia działań                  | Następca                                  | Dowódcy frontu                                        |                                           |
| Baza formowania                           | Data sformowania                          | Obronne                                   | Zaczepne                                  | Dalsze losy                               | Data zakończenia działań                  | Następca                                  | Dowódcy frontu                                        |                                           |
| Front Stalingradzki pierwszego formowania | Front Stalingradzki pierwszego formowania | Front Stalingradzki pierwszego formowania | Front Stalingradzki pierwszego formowania | Front Stalingradzki pierwszego formowania | Front Stalingradzki pierwszego formowania | Front Stalingradzki pierwszego formowania | Front Stalingradzki pierwszego formowania             | Front Stalingradzki pierwszego formowania |
| ----------------------------------------- | ----------------------------------------- | ----------------------------------------- | ----------------------------------------- | ----------------------------------------- | ----------------------------------------- | ----------------------------------------- | ----------------------------------------------------- | ----------------------------------------- |
| Front Południowo-Zachodni                 | 12 lipca 1942                             | Stalingradzka                             | nie uczestniczył                          |                                           | 30 września 1942                          | Front Doński                              | Siemion Timoszenko Wasilij Gordow Andriej Jeriomienko |                                           |
| Front Stalingradzki drugiego formowania   |                                           |                                           |                                           |                                           |                                           |                                           |                                                       |                                           |
| Front Południowo-Wschodni                 | 30 września 1942                          | Stalingradzka                             | Stalingradzka                             |                                           | 31 grudnia 1942                           | Front Południowy                          | Andriej Jeriomienko                                   |                                           |

### Front Stepowy
| Baza formowania        | Data sformowania | Szlak bojowy (operacje) | Szlak bojowy (operacje)                           | Dalsze losy   | Data zakończenia działań | Następca          | Dowódcy frontu |               |
| Baza formowania        | Data sformowania | Obronne                 | Zaczepne                                          | Dalsze losy   | Data zakończenia działań | Następca          | Dowódcy frontu |               |
| Front Stepowy          | Front Stepowy    | Front Stepowy           | Front Stepowy                                     | Front Stepowy | Front Stepowy            | Front Stepowy     | Front Stepowy  | Front Stepowy |
| ---------------------- | ---------------- | ----------------------- | ------------------------------------------------- | ------------- | ------------------------ | ----------------- | -------------- | ------------- |
| Stepowy Okręg Wojskowy | 9 lipca 1943     | kurska                  | biełgorodzkoо-charkowska → połtawsko-kremenczuska |               | 20 października 1943     | 2 Front Ukraiński | Iwan Koniew    |               |

### 1 Front Ukraiński
| Baza formowania   | Data sformowania     | Szlak bojowy (operacje) | Szlak bojowy (operacje) | Dalsze losy       | Data zakończenia działań | Następca              | Dowódcy frontu                             |                   |
| Baza formowania   | Data sformowania     | Obronne                 | Zaczepne | Dalsze losy       | Data zakończenia działań | Następca              | Dowódcy frontu                             |                   |
| 1 Front Ukraiński | 1 Front Ukraiński    | 1 Front Ukraiński       | 1 Front Ukraiński | 1 Front Ukraiński | 1 Front Ukraiński        | 1 Front Ukraiński     | 1 Front Ukraiński                          | 1 Front Ukraiński |
| ----------------- | -------------------- | ----------------------- | --- | ----------------- | ------------------------ | --------------------- | ------------------------------------------ | ----------------- |
| Front Woroneski   | 20 października 1943 | kijowska                | luteska → bukrińska → kijowska → żytomiersko-berdyczowska → korsuńsko-szewczenkowska → rowno-łucka → proskurowsko-czernowicka → lwowsko-sandomierska → działania bojowe poszerzające przyczółek w rejonie Sandomierza → karpacko-duklińska → sandomiersko-śląska → dolnośląska → górnośląska → cottbus-poczdamska → sztrembersko-torgauska → drezdeńsko-praska → sudecka |                   | 10 czerwca 1945          | Centralna Grupa Wojsk | Nikołaj Watutin Gieorgij Żukow Iwan Koniew |                   |

### 2 Front Ukraiński
| Baza formowania   | Data sformowania     | Szlak bojowy (operacje) | Szlak bojowy (operacje) | Dalsze losy       | Data zakończenia działań | Następca              | Dowódcy frontu                |                   |
| Baza formowania   | Data sformowania     | Obronne                 | Zaczepne | Dalsze losy       | Data zakończenia działań | Następca              | Dowódcy frontu                |                   |
| 2 Front Ukraiński | 2 Front Ukraiński    | 2 Front Ukraiński       | 2 Front Ukraiński | 2 Front Ukraiński | 2 Front Ukraiński        | 2 Front Ukraiński     | 2 Front Ukraiński             | 2 Front Ukraiński |
| ----------------- | -------------------- | ----------------------- | --- | ----------------- | ------------------------ | --------------------- | ----------------------------- | ----------------- |
| Front Stepowy     | 20 października 1943 | nie uczestniczył        | piatichacka → znamieńska → korsuńsko-szewczenkowska → umańsko-botoszańska → jassko-fokszańska → bukareszteńsko-aradska → debreczyńska → belgradzka → budapeszteńska → pleszewiecko-breznowska → bańskobystrzycka → djerska → bratysławsko-brneńska → Szturm Wiednia → ołomuńska → jigławsko-beneszowska |                   | 10 czerwca 1945          | Odeski Okręg Wojskowy | Iwan Koniew Rodion Malinowski |                   |

### 3 Front Ukraiński
| Baza formowania                                 | Data sformowania     | Szlak bojowy (operacje) | Szlak bojowy (operacje) | Dalsze losy       | Data zakończenia działań | Następca               | Dowódcy frontu                     |                   |
| Baza formowania                                 | Data sformowania     | Obronne                 | Zaczepne | Dalsze losy       | Data zakończenia działań | Następca               | Dowódcy frontu                     |                   |
| 3 Front Ukraiński                               | 3 Front Ukraiński    | 3 Front Ukraiński       | 3 Front Ukraiński | 3 Front Ukraiński | 3 Front Ukraiński        | 3 Front Ukraiński      | 3 Front Ukraiński                  | 3 Front Ukraiński |
| ----------------------------------------------- | -------------------- | ----------------------- | --- | ----------------- | ------------------------ | ---------------------- | ---------------------------------- | ----------------- |
| Front Południowo-Zachodni (drugiego formowania) | 20 października 1943 | balatońska              | dniepropietrowska → nikolsko-kriworoska → bierezniegowato-snigiriewska → odeska → kiszyniowsko-izmailska → belgradzka → apatino-kaposzwardzka → szekeszfejerwardzko-esztergomska → wespremska → szoprońsko-badeńska → nadkanisko-kermeńska → Szturm Wiednia → gracko-amsztetteńska |                   | 15 czerwca 1945          | Południowa Grupa Wojsk | Rodion Malinowski Fiodor Tołbuchin |                   |

### 4 Front Ukraiński
| Baza formowania                         | Data sformowania                        | Szlak bojowy (operacje)                 | Szlak bojowy (operacje)                                                                        | Dalsze losy                             | Data zakończenia działań                | Następca                                | Dowódcy frontu                          |                                         |
| Baza formowania                         | Data sformowania                        | Obronne                                 | Zaczepne                                                                                       | Dalsze losy                             | Data zakończenia działań                | Następca                                | Dowódcy frontu                          |                                         |
| 4 Front Ukraiński pierwszego formowania | 4 Front Ukraiński pierwszego formowania | 4 Front Ukraiński pierwszego formowania | 4 Front Ukraiński pierwszego formowania                                                        | 4 Front Ukraiński pierwszego formowania | 4 Front Ukraiński pierwszego formowania | 4 Front Ukraiński pierwszego formowania | 4 Front Ukraiński pierwszego formowania | 4 Front Ukraiński pierwszego formowania |
| --------------------------------------- | --------------------------------------- | --------------------------------------- | ---------------------------------------------------------------------------------------------- | --------------------------------------- | --------------------------------------- | --------------------------------------- | --------------------------------------- | --------------------------------------- |
| Front Południowy                        | 20 października 1943                    | nie uczestniczył                        | melitopolska → nikolsko-kriworoska → krymska                                                   |                                         | 31 maja 1944                            | Nie było                                | Fiodor Tołbuchin                        |                                         |
| 4 Front Ukraiński drugiego formowania   |                                         |                                         |                                                                                                |                                         |                                         |                                         |                                         |                                         |
| Nie było                                | 5 sierpnia 1944                         | nie uczestniczył                        | karpacko-użgorodzka → ondawska → koszycko-popradzka → bielska → morawsko-ostrawska → ołomuńska |                                         | 25 sierpnia 1945                        | Przykarpacki Okręg Wojskowy             | Iwan Pietrow Andriej Jeriomienko        |                                         |

### Front Wołchowski
| Baza formowania                        | Data sformowania                       | Szlak bojowy (operacje)                                 | Szlak bojowy (operacje)                                                    | Dalsze losy                            | Data zakończenia działań               | Następca                               | Dowódcy frontu                         |                                        |
| Baza formowania                        | Data sformowania                       | Obronne                                                 | Zaczepne                                                                   | Dalsze losy                            | Data zakończenia działań               | Następca                               | Dowódcy frontu                         |                                        |
| Front Wołchowski pierwszego formowania | Front Wołchowski pierwszego formowania | Front Wołchowski pierwszego formowania                  | Front Wołchowski pierwszego formowania                                     | Front Wołchowski pierwszego formowania | Front Wołchowski pierwszego formowania | Front Wołchowski pierwszego formowania | Front Wołchowski pierwszego formowania | Front Wołchowski pierwszego formowania |
| -------------------------------------- | -------------------------------------- | ------------------------------------------------------- | -------------------------------------------------------------------------- | -------------------------------------- | -------------------------------------- | -------------------------------------- | -------------------------------------- | -------------------------------------- |
| Front Leningradzki                     | 17 grudnia 1941                        | Operacja wyprowadzenia z okrążenia 2 Armii Uderzeniowej | lubańska                                                                   |                                        | 23 kwietnia 1942                       | Grupa Wojsk Kierunku Wołchowskiego     | Kiriłł Mierieckow                      |                                        |
| Front Wołchowski drugiego formowania   |                                        |                                                         |                                                                            |                                        |                                        |                                        |                                        |                                        |
| Wołchowska Grupa Wojsk                 | 9 czerwca 1942                         | nie uczestniczył                                        | siniawińska → przerwanie blokady Leningradu → mgińska → nowgorodzko-łużska |                                        | 15 lutego 1944                         | Nie było                               | Kiriłł Mierieckow                      |                                        |

### Front Woroneski
| Baza formowania                    | Data sformowania | Szlak bojowy (operacje)                                      | Szlak bojowy (operacje) | Dalsze losy     | Data zakończenia działań | Następca          | Dowódcy frontu                 |                 |
| Baza formowania                    | Data sformowania | Obronne                                                      | Zaczepne | Dalsze losy     | Data zakończenia działań | Następca          | Dowódcy frontu                 |                 |
| Front Woroneski                    | Front Woroneski  | Front Woroneski                                              | Front Woroneski | Front Woroneski | Front Woroneski          | Front Woroneski   | Front Woroneski                | Front Woroneski |
| ---------------------------------- | ---------------- | ------------------------------------------------------------ | --- | --------------- | ------------------------ | ----------------- | ------------------------------ | --------------- |
| Front Briański drugiego formowania | 9 lipca 1942     | kastornieńska, charkowska → na kierunku biełgorodzko-kurskim | średniodońska → działania bojowe na kierunkach rylskim i sumskim → ostrogożsko-rossoszańska → woronesko-kastornieńska → charkowska, biełgorodzko-bogoduchowska → sumsko-przyłukska → luteska |                 | 20 października 1943     | 1 Front Ukraiński | Filipp Golikow Nikołaj Watutin |                 |

### Front Zabajkalski
| Baza formowania            | Data sformowania  | Szlak bojowy (operacje) | Szlak bojowy (operacje) | Dalsze losy       | Data zakończenia działań | Następca                           | Dowódcy frontu                    |                   |
| Baza formowania            | Data sformowania  | Obronne                 | Zaczepne                | Dalsze losy       | Data zakończenia działań | Następca                           | Dowódcy frontu                    |                   |
| Front Zabajkalski          | Front Zabajkalski | Front Zabajkalski       | Front Zabajkalski       | Front Zabajkalski | Front Zabajkalski        | Front Zabajkalski                  | Front Zabajkalski                 | Front Zabajkalski |
| -------------------------- | ----------------- | ----------------------- | ----------------------- | ----------------- | ------------------------ | ---------------------------------- | --------------------------------- | ----------------- |
| Zabajkalski Okręg Wojskowy | 15 września 1941  | nie uczestniczył        | chingano-mukdeńska      |                   | 1 października 1945      | Zabajkalsko-Amurski Okręg Wojskowy | Michaił Kowalow Rodion Malinowski |                   |

### Front Zachodni
| Baza formowania                   | Data sformowania | Szlak bojowy (operacje) | Szlak bojowy (operacje) | Dalsze losy    | Data zakończenia działań | Następca           | Dowódcy frontu |                |
| Baza formowania                   | Data sformowania | Obronne | Zaczepne | Dalsze losy    | Data zakończenia działań | Następca           | Dowódcy frontu |                |
| Front Zachodni                    | Front Zachodni   | Front Zachodni | Front Zachodni | Front Zachodni | Front Zachodni           | Front Zachodni     | Front Zachodni | Front Zachodni |
| --------------------------------- | ---------------- | --- | --- | -------------- | ------------------------ | ------------------ | --- | -------------- |
| Zachodni Specjalny Okręg Wojskowy | 22 czerwca 1941  | starcia przygraniczne na Białorusi → kontruderzenie na kierunku borysowskim → kontruderzenie na kierunku lepelskim → smoleńska → wiaźmińska → możajsko-małojarosławiecka, kalinińska, tulska, klińsko-sołnecznogórska, naro-fomińska | rogaczewsko-żłobińska → smoleńska, klińsko-sołnecznogórska, tulska, kałuska, naro-fomińska → możajsko-wiaźmińska → wiaźmińska powietrznodesantowa → rżewsko-syczewska → kontruderzenie wojsk Frontu Zachodniego w rejonie Suchiniczy, Kozielsk → rżewsko-syczewska → bołchowsko-orłowska → jelnińsko-dorogobuska → smoleńsko-rosławska → Operacja na kierunku orszańskim |                | 24 kwietnia 1944         | 3 Front Białoruski | Dmitrij Pawłow Andriej Jeriomienko Siemion Timoszenko Iwan Koniew Gieorgij Żukow Wasilij Sokołowski Iwan Czerniachowski |                |

### Front Zakaukaski
| Baza formowania                                       | Data sformowania                       | Szlak bojowy (operacje)                                                          | Szlak bojowy (operacje)                                 | Dalsze losy                            | Data zakończenia działań               | Następca                               | Dowódcy frontu                         |                                        |
| Baza formowania                                       | Data sformowania                       | Obronne                                                                          | Zaczepne                                                | Dalsze losy                            | Data zakończenia działań               | Następca                               | Dowódcy frontu                         |                                        |
| Front Zakaukaski pierwszego formowania                | Front Zakaukaski pierwszego formowania | Front Zakaukaski pierwszego formowania                                           | Front Zakaukaski pierwszego formowania                  | Front Zakaukaski pierwszego formowania | Front Zakaukaski pierwszego formowania | Front Zakaukaski pierwszego formowania | Front Zakaukaski pierwszego formowania | Front Zakaukaski pierwszego formowania |
| ----------------------------------------------------- | -------------------------------------- | -------------------------------------------------------------------------------- | ------------------------------------------------------- | -------------------------------------- | -------------------------------------- | -------------------------------------- | -------------------------------------- | -------------------------------------- |
| Zakaukaski Okręg Wojskowy Sewastopolski Rejon Obronny | 23 sierpnia 1941                       | nie uczestniczył                                                                 | wejście wojsk do Iranu desantowa kerczeńsko-teodozyjska |                                        | 30 grudnia 1941                        | Front Kaukaski                         | Dmitrij Kozłow                         |                                        |
| Front Zakaukaski drugiego formowania                  |                                        |                                                                                  |                                                         |                                        |                                        |                                        |                                        |                                        |
| Zakaukaski Okręg Wojskowy                             | 15 maja 1942                           | noworosyjska → mozdoksko-małogobekska → tuapsińska → nalczyńsko-ordżonikidzewska | mozdoksko-stawropolska → noworosyjsko-majkopska         |                                        | 25 sierpnia 1945                       | Tbiliski Okręg Wojskowy                | Iwan Tiuleniew                         |                                        |